# Santuario di Maria Santissima (Capo d'Orlando)
Il santuario di Maria Santissima è un luogo di culto ubicato sulla rocca di Capo d'Orlando.

## Storia
Nell'anno 1600, per interessamento del Conte Girolamo Ioppolo, sostenuto da una grande partecipazione popolare, fu edificato il santuario di Maria Santiissima sul promontorio di Capo d'Orlando accanto ai resti del Castello. La sua fondazione è legata ad una serie di eventi straordinari, attribuiti ad una statua della Madonna lasciata, come narra la leggenda, da San Cono ai guardiani della torre del Capo, che portata in un primo momento a Naso, fu ricondotta in seguito con imponente processione sul promontorio nel Santuario appena ultimato, il 22 ottobre di quell'anno. Parteciparono alla processione tutte le confraternite, gli ordini religiosi, il clero secolare, e una gran folla di oltre ventimila persone accorse da tutte le parti della Sicilia.

## Interno
Al suo interno la chiesa si presenta ad unica navata con tre cappelle, nella cappella maggiore è esposta la copia della statua della Madonna (che ricorda la Madonna di Trapani), quella originale fu infatti trafugata nel 1925. Di notevole interesse artistico è il soffitto in legno intarsiato a forma di stella a otto punte. Il Santuario come in passato rappresenta il luogo di culto più importante di Capo d'Orlando.